# 硬翅鹤虱
硬翅鹤虱（学名：Lappula scleroptera）为紫草科鹤虱属的植物，为中国的特有植物。分布于中国大陆的新疆等地，生长于海拔2,500米的地区，多生于山前冲积平原干旱阶地，目前尚未由人工引种栽培。

## 异名
- Lappula scleroptera C. J. Wang